# Charnockit

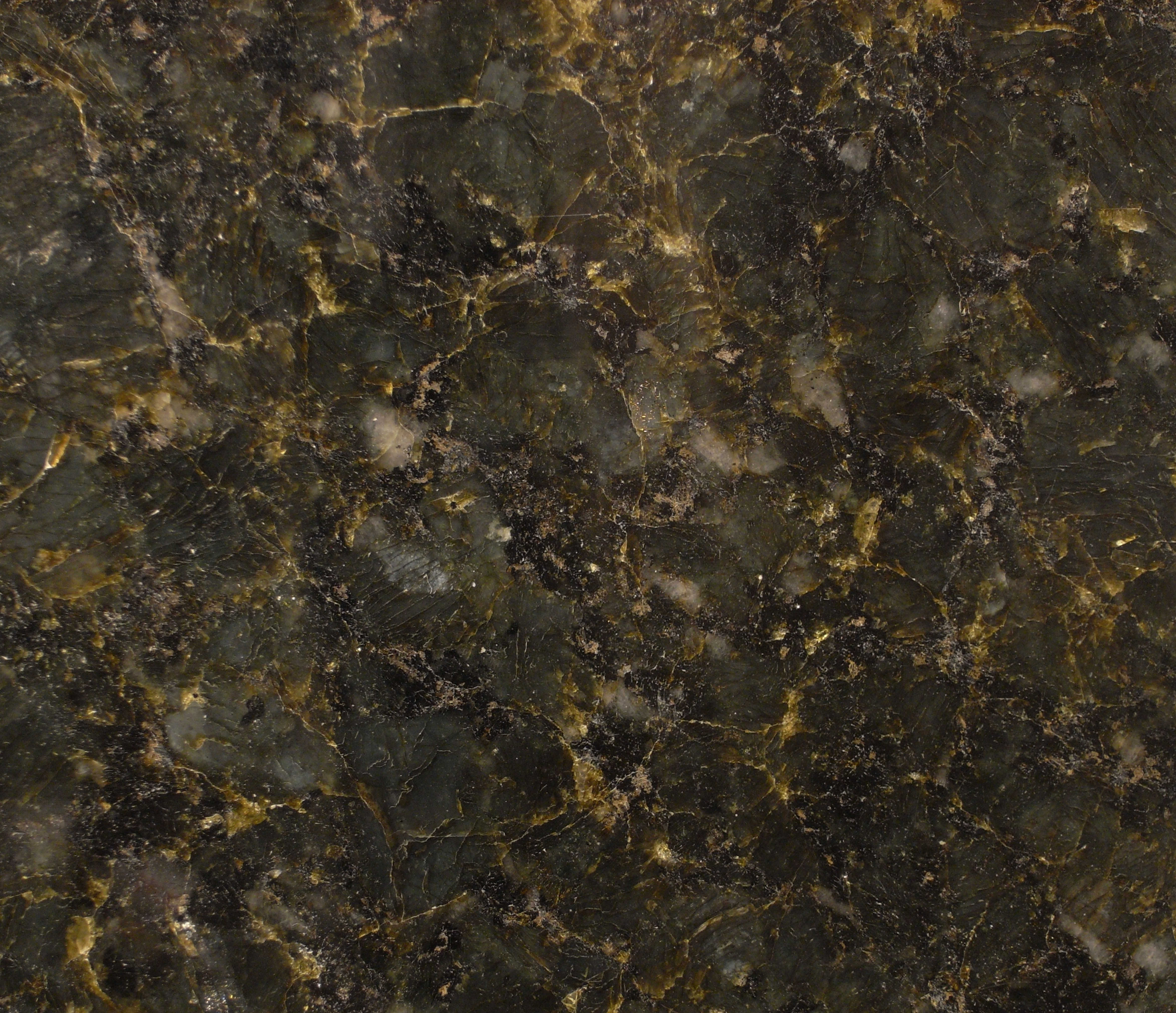
Charnockit.

Charnockit är en ljusfärgad, medium till grovkornig magmatisk bergart som till största delen innehåller mineralen kvarts och mikroklin, med i minskande ordning delarna oligoklas, fältspat, hypersten, biotit och magnetit. Trots den mindre delen hypersten är det detta mineral som karaktäriserar bergarten. Bergarter med charnockitisk sammansättning kan också bildas under metamorfos av kvarts-fältspatsrika bergarter i granulitområden.
Typområdet för bergarten är i den indiska delstaten Tamil Nadu.
Bergarten är Hallands landskapssten.

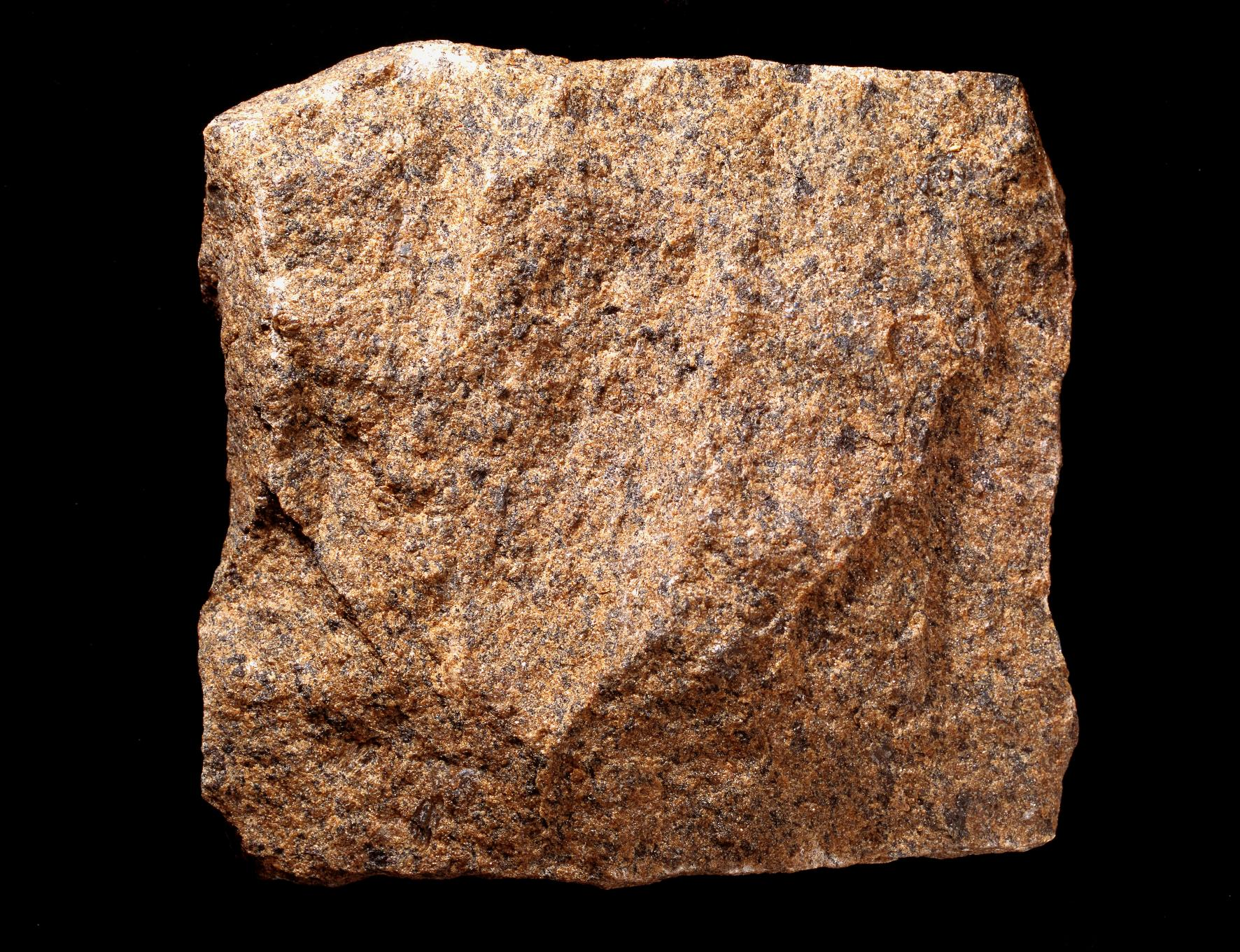
Hallands landskapssten är charnockit. Den halländska berggrunden har varit nerpressad till stora djup i jordskorpan och allra djupast den i Varberg.

Under tidigare geologiska perioder, för 1 700 till 1 200 miljoner år sedan, har den halländska berggrunden varit utsatt för hög temperatur och tryck på stora djup. Speciellt kraftig var denna process i trakten av vad som skulle bli Varberg; charnockiten kallas även "varbergsgranit". Den gnejs som berggrunden ursprungligen bestod av blev under dessa förhållanden omvandlad till en homogen bergart med medel- till grovkornig struktur och ungefär samma kemiska sammansättning som granit. Den innehåller dock pyroxenen hypersten samt fältspat med grönaktig färg, vilket ger charnockiten dess gröna färg. Just färgen har gjort charnockiten till en populär byggnadssten, särskilt under 1800-talet. Den vittrar dock lätt och blir matt i färgen, men bröts ändå fram till 1940-talet.